# Бланд, Джон
Джон Бланд (англ. John Blund; ок. 1175—1248) — английский теолог, избранный архиепископ Кентерберийский (1232).

## Биография
Значительную сложность в установлении биографических данных Джона Бланда представляет необходимость различать в источниках сведения о нём и его современнике, полном тёзке, канонике Личфилда, умершем в 1239 году. В конце XII века Джон Бланд значился в числе преподавателей свободных искусств в Оксфордском университете. Предположительно он переехал в Париж после временного закрытия оксфордских колледжей в 1209 году, изучал теологию в Парижском университете, а позднее преподавал её там. В 1229 году деятельность этого университета также была приостановлена из-за студенческих беспорядков, но король Генрих III пригласил английских учёных вернуться в Англию, и Бланд воспользовался приглашением короля. В период до 1232 года он получил пребенду в Чичестерском соборе, а также доходы с приходов в Хорсли (Дербишир) и Бартоне (Кембриджшир).
Джон Бланд долгое время пользовался расположением Генриха III и его ближайшего сподвижника, епископа Уинчестерского Питера де Рош. 26 августа 1232 года монахи Кентерберийского собора избрали его, как каноника Чичестерского собора, архиепископом Кентерберийским (после смерти Ричарда ле Гранта в 1231 году и неудачных попыток возвышения Ральфа Невилла и Джона Ситтинборнского кафедра оставалась вакантной). Король утвердил избрание, но к 1 июня 1233 года Папа Римский Григорий IX ему отказал, сославшись на допущенное Бландом каноническое нарушение — плюрализм, то есть владение двумя бенефициями одновременно без соответствующего разрешения (исследователи считают реальной причиной отказа поддержку кандидатуры Бланда Питером де Роше, к которому папская курия относилась с подозрением).
Тем не менее, Бланд получил разрешение на занятие любой другой епископской кафедры, и в 1234 году, благодаря королевскому покровительству, получил место канцлера Йоркского собора, которое сохранял до своей смерти в 1248 году.